# Visaltia
Visaltia (Grieks: Βισαλτία) is sedert 2011 een fusiegemeente (dimos) in de bestuurlijke regio (periferia) Centraal-Macedonië.
De vier deelgemeenten (dimotiki enotita) van de fusiegemeente zijn:
- Achinos (Αχινός)
- Nigrita (Νιγρίτα)
- Tragilos (Τράγιλος)
- Visaltia (Βισαλτία)